# 過海隧道巴士690S線
過海隧道巴士690S線是香港一條過海巴士路線，由九龍巴士（一九三三）有限公司與城巴有限公司聯營，於2023年3月20日起投入服務，來往坑口及中環（交易廣場），屬過海隧道巴士690線之特別班次。690S線途經西貢區之百勝角及日出康城，和港島區之灣仔及金鐘（回程亦於銅鑼灣設站），並取道將藍公路、東區海底隧道及東區走廊往返，只於星期一至五（公眾假期除外）繁忙時間提供服務，全程收費為$17.8。

## 歷史
將軍澳－藍田隧道及將軍澳跨灣連接路（合稱將藍公路）於2022年12月11日通車後，九巴和新巴新增了5條途經新隧道的路線，惟當中沒有任何過海路線。西貢區議會指出，將藍公路設有支路直接接駁東區海底隧道，惟將軍澳的過海巴士服務不足，不少區內居民每天依賴港鐵將軍澳綫往返港島，當將軍澳綫發生故障，區內交通便陷入癱瘓，遂動議要求開辦經將藍公路往返將軍澳和港島的巴士路線。惟運輸署指出將軍澳的過海隧道巴士路線載客率不高，認為將軍澳區的乘客仍傾向選擇乘搭港鐵過海，會在乘客出行習慣隨將藍隧道開通一段時間後穩定下來，才因應乘客需求而研究開辦行經將藍隧道過海巴士線特別班次的可行性。地區組織批評690及694線沒有直接服務康城，運輸署將其客量與康城過海巴士需求掛鉤屬荒謬。九巴代表其後在傳媒午宴上表示，會積極研究開辦日出康城往返灣仔區及中西區的過海路線，保守估計30至40分鐘可直達中環，詳情有待與運輸署商討。
2023年2月，運輸及物流局與運輸署向立法會提交的文件指出，雖然將軍澳現有過海巴士路線乘客量偏低，但因應居民建議，決定與巴士公司研究試辦相關過海路線行經將藍隧道的特別班次，預計在3月落實。當中，過海隧道巴士690線將增設特別班次690S，於星期一至五（公眾假期除外）上午繁忙時間由坑口（北）單向開往中環（交易廣場），途經日出康城後，然後取道將藍公路及東區海底隧道前往灣仔及金鐘。運輸署其後提交修訂方案，建議此路線增設星期一至五（公眾假期除外）下午繁忙時間由中環開往坑口之服務。
最終690S線來回程服務均獲安排於2023年3月20日開辦，來回程均不停靠東區海底隧道收費廣場。同年5月22日起，此線上午繁忙時段班次增至四班，於星期一至五07:45、07:55、08:05及08:15由坑口開出。10月3日起，此線上午繁忙時段班次增至六班，於星期一至五07:40、07:48、07:56、08:04、08:12及08:20由坑口開出。2024年9月30日起，此路線上午繁忙時段班次進一步增至十班，下午繁忙時段班次則增至四班。

## 服務時間及班次
690S線往中環方向於星期一至五上午繁忙時間在固定時間開出十班常規班次，往坑口方向於星期一至五下午繁忙時間在固定時間開出四班常規班次，星期六、日及公眾假期不設服務，列表如下：
| 坑口開 | 中環（交易廣場）開 |
| ------ | ------------------ |
| 07:30  | 17:40              |
| 07:36  | 18:00              |
| 07:42  | 18:15              |
| 07:48  | 18:30              |
| 07:54  | 不適用             |
| 08:02  |                    |
| 08:10  |                    |
| 08:20  |                    |
| 08:40  |                    |
| 09:00  |                    |

## 收費
690S線全程收費均為$17.8，當中去程（往中環方向）和回程（往坑口方向）分別於舊灣仔警署和環澳路設有$7.7之分段收費。
690S線設12歲以下小童及65歲或以上長者半價優惠。60歲－64歲香港居民、65歲或以上長者與合資格殘疾人士如以指定八達通繳付此線的車資，均可享有長者及合資格殘疾人士公共交通票價優惠計劃提供的$2票價優惠。乘客登車時需以現金或八達通卡繳付車資，不設找贖；而每位成人乘客可免費帶同最多兩名四歲以下而且不佔座位的兒童乘車。而乘客亦可使用指定電子支付工具繳付車資；當中九龍巴士班次的乘客使用上述付款方式，只可享有與其他九龍巴士路線／聯營路線九龍巴士班次之轉乘優惠；城巴班次的乘客使用上述付款方式，則只可享有與其他城巴獨營路線或聯營線城巴班次之轉乘優惠，而乘客亦不能受惠於「公共交通費用補貼計劃」及「長者及合資格殘疾人士乘車優惠計劃」。

## 行車路線
690S線往中環（交易廣場）方向之班次途經寶寧路、迴旋處、寶寧路、常寧路、重華路、培成路、銀澳路、昭信路、環保大道、康城路、康城站公共運輸交匯處、康城路、環保大道、環澳路、將藍公路、東區海底隧道、東區走廊、維園道、告士打道、夏慤道、紅棉路、金鐘道、皇后大道中、畢打街、康樂廣場及港景街；往坑口方向之班次途經干諾道中、域多利皇后街、德輔道中、金鐘道、軒尼詩道、怡和街、高士威道、興發街、東區走廊、東區海底隧道、藍田交匯處、將藍公路、環澳路、環保大道、康城路、康城站公共運輸交匯處、康城路、環保大道、昭信路、銀澳路、培成路、常寧路及寶寧路，具體停站請參考資訊框。

### 書籍
- 陳自瑜. . 香港: 北嶺國際有限公司. 2023-07: 103-108. ISBN 9789629200534 （中文（香港））.
- 龔家豪. . 新尚線. 2024: 194-201. ISBN 9789887693826 （中文（香港））.

### 其他參考資料
1. 1 2 3 4  . 九龍巴士（一九三三）有限公司.   [2023-03-19]. （原始内容存档于2023-03-19）.
2. 1 2 3 4  . 匯達交通服務.   [2023-03-16]. （原始内容存档于2023-03-16）.
3. 1 2 3 4  . 匯達交通服務.   [2023-03-16]. （原始内容存档于2023-03-16）.
4. ↑   (PDF). 西貢區議會交通及運輸委員會文件第4/23號. 2023-01-04  [2023-03-14]. （原始内容存档 (PDF)于2023-03-14） （中文（香港））.
5. ↑   (PDF). 西貢區議會交通及運輸委員會文件第24/23號. 2023-01  [2023-03-14]. （原始内容存档 (PDF)于2023-01-18） （中文（香港））.
6. ↑  將軍澳交通 Transport in TKO，〈原來康城過海綫關寶林事嘅咩?〉［Facebook帖子］，2023年1月30日。
7. ↑  . 香港01. 2023-01-26  [2023-03-16]. （原始内容存档于2023-03-19） （中文（香港））.
8. ↑  . 明報. 2023-02-11  [2023-03-14]. （原始内容存档于2023-03-03） （中文（香港））.
9. ↑  . am730. 2023-02-21  [2023-03-14]. （原始内容存档于2023-03-15） （中文（香港））.
10. ↑  . 香港01. 2023-02-21  [2023-03-14]. （原始内容存档于2023-03-14） （中文（香港））.
11. ↑   (PDF). 中西區交運會文件第8/2023號. 2023-02  [2023-03-14]. （原始内容存档 (PDF)于2023-03-14） （中文（香港））.
12. ↑  . 九龍巴士（一九三三）有限公司. 2023-03-14  [2023-03-14]. （原始内容存档于2023-03-14） （中文（香港））.
13. ↑   (PDF). 匯達交通服務有限公司. 2023-03-13  [2023-03-14]. （原始内容存档 (PDF)于2023-03-14） （中文（香港））.
14. 1 2   (PDF). 運輸署. 2023-03-14  [2023-03-17]. （原始内容存档 (PDF)于2023-03-14） （中文（香港））.
15. ↑  . 香港01. 2023-03-13  [2023-03-14]. （原始内容存档于2023-03-18） （中文（香港））.
16. ↑   (PDF). 九龍巴士（一九三三）有限公司. 2023-05  [2023-05-18]. （原始内容存档 (PDF)于2023-05-21） （中文（香港））.
17. ↑   (PDF). 城巴有限公司. 2023-05-18  [2023-05-21]. （原始内容存档 (PDF)于2023-05-18） （中文（香港））.
18. ↑   (PDF). 九龍巴士（一九三三）有限公司. 2023-09  [2023-09-28]. （原始内容存档 (PDF)于2023-09-27） （中文（香港））.
19. ↑   (PDF). 城巴有限公司. 2023-09-27  [2023-09-28]. （原始内容存档 (PDF)于2023-09-28） （中文（香港））.
20. ↑   (PDF). 城巴有限公司. 2023-09-20  [2024-09-29]. （原始内容存档 (PDF)于2024-11-25） （中文（香港））.
21. ↑   (新闻稿). 九龍巴士（一九三三）有限公司. 2024-09-26  [2024-09-29]. （原始内容存档于2024-12-05） （中文（香港））.
22. ↑  . 九龍巴士（一九三三）有限公司.   [2022-10-02]. （原始内容存档于2022-09-30）.
23. ↑  . 匯達交通服務有限公司.   [2022-06-01]. （原始内容存档于2022-05-14） （中文（香港））.
24. ↑  . 九龍巴士（一九三三）有限公司.   [2022-07-07]. （原始内容存档于2022-06-16）.
25. ↑  . 九龍巴士（一九三三）有限公司.   [2022-10-02]. （原始内容存档于2022-10-02）.
26. ↑  . 匯達交通服務有限公司.   [2023-05-08]. （原始内容存档于2023-04-27） （中文（香港））.